# Bertran Carbonel
Bertran Carbonel (de Marseilla o de Marcelha) anche detto Carbonellus campsor, italianizzato in Bertrando Carbonel(lo) (fl. 1252-1265) è stato un trovatore provenzale, originario di Marsiglia.
È una figura polarizzante tra i letterati, e la sua reputazione varia tra le autorità. Del suo corpus poetico ci restano diciotto poesie, oltre a settantadue (Gaunt e Kay) o novantaquattro (Riquer) singole coblas triadas esparsas su temi "edificanti". Era favorito alla corte di Ugo IV e Enrico II di Rodez.
A suo tempo c'erano molte persone che portavano il nome di Bertran a Marsiglia, talché identificare il trovatore tra essi diventa impossibile. La poesia di Bertran fa parte della prima letteratura occitana ad essere scritta come letteratura, o, in latino contemporaneo, juxta propria principia. Fu anche colto, come rivelano i suoi riferimenti a Ovidio, Terenzio e altre figure classiche.
Bertran era un fanatico dello stile (sonoro)-minore di Peire Cardenal, da lui imitato nel tono. Il suo moralismo è, tuttavia in genere mediocre e poco emozionante. Le sue cansos — dato che scrisse in massima parte cansos e sirventes — sono "tediose e non originali". Il suo sirventes Tans ricx clergues vey trasgitar è un'accusa rivolta ai chierici falsi. Ma solo nella canso Atressi fay gran foldat qui ab sen Bertran tradisce una vera emozione. Attingendo, evidentemente, da un'esperienza personale, il trovatore lamenta la sua stoltezza e la sua mancanza di giudizio allorché gli capita di baciare sugli occhi una ragazza che si era addormentata davanti all'altare in una chiesa, e offre ora le sue scuse alla ragazza e a Dio.
Oltre alle cansos e ai sirventes, Bertran ci ha lasciato un planh e due tenzones "fittizie", una con un  cavaliere immaginario e un'altra con il suo proprio cuore.

## Opere
- Aisi co am pus finamen
- Aissi com sel c'atrob' en son labor
- Aissi com sel qu'entrels pus assaians
- El mon non a donna q'ab gran ualensa
- Aisi com sel que⋅s met en perilh gran
- Aisi com sel que trabuca e peza
- Aissi m'a dat fin' amors conoissensa
- Amors, per aital semblansa
- Atressi fay gran foldat qui ab sen
- Cor, diguas (digatz) me, per cal razo
- Joan Fabre, yeu ai fach un deman
- Motas de vetz pensa hom de far be
- Per espassar l'ira e la dolor
- S'ieu anc nulh tems chantiei alegramen
- Tans ricx clergues vey trasgitar
- Vil sirventes de vil home vuelh far
- Un sirventes de vil razo
- Anc no fo homs tant savis ni tant pros
- Qui per bon dreg se part d'amor
- Deus non laissa mal a punir
- D'omes atrobi totz aitals[2]

Riportiamo qui le "coblas triadas esparsas" di Bertran Carbonel de Marcelha
1. S'ieu dic lo ben hom no⋅l ve faire
2. Bes es mals, cascus pareis
3. Alcun nessi entendedor
4. On hom a mais d'entendemen
5. Mal fai qui blasma ni encolpa
6. D'omes trobi que de cors e d'aver
7. Non es amicx qui non o fay parven
8. D'omes atrobi totz aitals
9. D'omes truep que per amistat
10. Vers es que bona causa es
11. Si alcun vol la som' aver
12. A bas puesc ben conoisser sertamen
13. Conoissensa vei perduda
14. Us hom pot ben en tal cas vertat dire
15. Qui adonar no se vol a proeza
16. D'omes trobi que son de vil natura
17. D'omes trobi de gros entendemen
18. La premieyra de totas las vertutz
19. Per fol tenc qui longua via
20. Totz trops es mals, e qui lo trop non peza
21. Anc per nulh temps, et aiso es serteza
22. Le savis di c'om non deu per semblan
23. Nulhs hom tan ben non conoys son amic
24. Cascun jorn truep pus dezaventuros
25. Tal port' espaz[a] e blo[n]quier
26. Motz homes trobi de mal plach
27. Hostes, ab gaug ay volgut veramens
28. Bontatz d'amic e de senhor
29. Huey non es homs tant pros ni tant prezatz
30. Qui non perve el dan perpetual
31. Atressi ve homs paures en auteza
32. D'omes say ques van rebuzan
33. Dieus non laissa mal a punir
34. D'omes vey ricx et abastatz
35. Qui a riqueza e non val
36. Bon es qui sap per natura parlar
37. D'omes trobi que ab lur gent parlar
38. Anc de joc no vi far son pro
39. Totz maïstres deu estar
40. Homs cant es per forfait pres
41. Bertran lo Ros, yeu t'auch cobla retraire
42. Huey non es homs tant savis ni tant pros
43. Bertran lo Ros, tu yest homs entendens
44. Totz trops es mals, enaissi sertamens
45. Als demandans respondi qu'es Amors
46. Dieus fe Adam et Eva carnalmens
47. D'omes truep fort enamoratz
48. De fermas drudeiras y a
49. De trachoretz sai vey que lur trichars
50. Per fol tenc qui s'acompanha
51. Enaisi com en guazanhar
52. D'omes trobi fols et esservelatz
53. Una decretal vuelh faire
54. Mal fai qui clau ni enserra
55. Enaissi [com] cortezia
56. Major fais non pot sostener
57. Nulhs hom no deu trop en la mort pensar
58. Savis hom en res tant no falh
59. Sel que dic qu'ieu fas foldat
60. S'ieu ay falhit per razo natural
61. Nulhs hom non port' amistat
62. Tota dona que aja cor d'amar
63. Mais parla hom tostemps d'un mal
64. Cobla ses so es enaisi
65. Tal vai armatz et a cors bel e gran
66. Qui vol paradis guazanhar
67. En aiso truep qu'es bona pauretatz
68. D'omes y a e say n'un majormens
69. Homs de be segon beutat